# Diocesi di Marciana
La diocesi di Marciana (in latino: Dioecesis Marcianensis) è una sede soppressa del patriarcato di Costantinopoli e una sede titolare della Chiesa cattolica.

## Storia
Marciana, nell'odierna Turchia, è un'antica sede episcopale della provincia romana di Licia nella diocesi civile di Asia. Faceva parte del patriarcato di Costantinopoli ed era suffraganea dell'arcidiocesi di Mira.
La diocesi è documentata nelle Notitiae Episcopatuum del patriarcato di Costantinopoli fino al XII secolo.
Sono noti solamente due vescovi di questa antica sede vescovile. Agostino firmò gli atti del sinodo di Costantinopoli convocato nel 458/459 dal patriarca Gennadio per combattere i simoniaci della Galazia. Marciano è documentato in due occasioni: il 20 luglio 518 sottoscrisse la petizione inviata dal sinodo di Costantinopoli al patriarca Giovanni, perché rompesse i suoi legami con Severo di Antiochia e il partito monofisita e ristabilisse la fede calcedonese; il 9 settembre 520 sottoscrisse la lettera che dieci metropoliti e dieci vescovi, riuniti in sinodo a Costantinopoli, scrissero a papa Ormisda per annunciargli la morte del patriarca Giovanni e l'elezione del suo successore Epifanio, ed esprimere la loro volontà di pace per mettere fine allo scisma acaciano.
A questi vescovi Le Quien aggiunge anche Gennaro, documentato nel sinodo di Costantinopoli del 22 novembre 448 che condannò l'archimandrita Eutiche. Questo vescovo, che non appare negli atti greci del sinodo, ma solo nella traduzione latina, apparteneva alla diocesi di Macriana di Bizacena e non alla sede di Marciana di Licia.
Dal XVIII secolo Marciana è annoverata tra le sedi vescovili titolari della Chiesa cattolica; la sede è vacante dal 28 ottobre 1971. Il suo ultimo titolare è stato Pierre Brot, vescovo ausiliare di Parigi.

## Cronotassi

### Vescovi greci
- Agostino † (menzionato nel 458/459)
- Marciano † (prima del 518 - dopo il 520)

### Vescovi titolari
- Nicola de Simoni † (24 marzo 1729 - ?)
- Francesco Vincenzo Pesci, O.F.M.Cap. † (24 maggio 1881 - 25 novembre 1886 nominato vescovo di Allahabad)
- Alphonsus M. Henricus Joosten, O.P. † (4 ottobre 1887 - 18 dicembre 1896 deceduto)
- Ernő Kutrovátz † (19 aprile 1897 - 21 ottobre 1913 deceduto)
- Louis-Marie Ricard † (26 ottobre 1923 - 31 marzo 1926 nominato vescovo di Nizza)
- Vicente Castellanos y Núñez † (16 settembre 1932 - 2 aprile 1939 deceduto)
- Adam Hefter † (4 maggio 1939 - 5 dicembre 1939 nominato arcivescovo titolare di Massimianopoli di Rodope)
- Jean Phan Ðình Phùng † (28 maggio 1940 - 27 maggio 1944 deceduto)
- Rosalvo Costa Rêgo † (30 marzo 1946 - 3 marzo 1952 nominato arcivescovo titolare di Gerapoli di Siria)
- Pierre Brot † (24 giugno 1952 - 28 ottobre 1971 deceduto)